# Vestido de novia de Diana de Gales
El vestido de novia de Diana de Gales es el traje que la princesa lució en su boda con el príncipe Carlos, la cual tuvo lugar el 29 de julio de 1981 en la Catedral de San Pablo, en Londres (Reino Unido). El vestido, valorado en £151 000, se convirtió en uno de los más famosos a nivel mundial, siendo considerado al mismo tiempo uno de los secretos mejor guardados del mundo de la moda.

## Descripción
El vestido, valorado en su momento en £9000, fue diseñado por David y Elizabeth Emanuel, quienes lo describieron como un traje que «tenía que ser algo que fuese a pasar a la historia, pero también algo que Diana amase», además de ser «adecuadamente dramático con el fin de causar impresión». Diana escogió personalmente a los diseñadores debido a lo mucho que le había gustado una blusa de gasa diseñada por ellos para una sesión de fotos con Antony Armstrong-Jones, I conde de Snowdon. La tela del vestido, tafetán de seda en color marfil, fue elaborada por Stephen Walters. Así mismo, la pareja consultó a Maureen Baker, quien había creado el vestido de novia de la princesa Ana, durante la elaboración del traje. Un testigo escribió que «el vestido era de crinolina, un símbolo de belleza y grandiosidad, un merengue bordado con perlas y lentejuelas, el corpiño con volantes de encaje». El atuendo está decorado con bordados a mano, lentejuelas y 10 000 perlas, centrado todo ello en un motivo con forma de corazón, luciendo cosido en las enaguas, de 90 metros de tul, una herradura de caballo de oro de 18 quilates cubierta de diamantes como símbolo de buena suerte. Por su parte, el encaje empleado consiste en encaje de Carrickmacross el cual había pertenecido a la reina María de Teck y que cubre con volantes tanto el cuello como las mangas de farol. En contraste, el traje de novia de Catalina de Cambridge, esposa del hijo mayor de Diana, incorporó motivos cortados de encaje hecho a máquina. Según Tina Brown, biógrafa de Diana:

[El vestido] era el culmen de sus fantasías de princesa. Insistió mucho en su petición de contar con mangas voluminosas, sedas flotantes, una cola de tafetán de casi 8 metros, cintura ceñida y encaje antiguo bordado con perlas y lentejuelas.

Los ajustes del vestido se vieron dificultados debido a que la princesa había desarrollado bulimia y bajado de la talla 14 a la talla 10 (73 a 60 cm de cintura) en los meses previos a la ceremonia; la modista, consciente de su dramática pérdida de peso, temía que el traje no se ajustase al cuerpo de Diana como debía. Finalmente, los diseñadores elaboraron cinco cuerpos diferentes con el fin de acomodar el traje a la silueta cambiante de Diana, debiendo ajustar la cintura horas antes de la boda. Por otro lado, la cola del vestido, desmontable y de más de siete metros de largo, también presentó inconvenientes. Según el escritor Andrew Morton en el libro Diana: Her True Story, los diseñadores se dieron cuenta demasiado tarde de que habían obviado las dimensiones de la carroza acristalada en la que Diana y su padre acudirían a la catedral, si bien la princesa había expresado su deseo de que el traje tuviese la cola más larga de la historia de la realeza (la longitud de la misma obligó a los diseñadores a trasladarse de su estudio a un ala abandonada del Palacio de Buckingham para disponer de espacio suficiente con el fin de poder cortarla y darle forma). Ambos encontraron dificultades al momento de colocar el vestido en el interior del vehículo, quedando la cola del mismo fuertemente aplastada pese a los esfuerzos de la princesa por evitarlo, motivo por el que pudieron apreciarse arrugas tanto en la falda como en la cola cuando Diana descendió de la carroza, aunque el velo de tul de seda, de 140 metros de longitud, disimuló en parte estos defectos, permitiendo a su vez contemplar el corte de pelo de la princesa, obra del peluquero Kevin Shanley, y su maquillaje, obra de Barbara Daly.
Respecto a los accesorios, además del anillo de compromiso, un zafiro de 18 quilates rodeado de diamantes, la princesa lució una tiara perteneciente a la familia Spencer realizada en oro, plata y diamantes con detalles florales y un corazón en el centro, mientras que el ramo, obra de Doris Wellham, quien había confeccionado el ramo de la reina Isabell II, estaba compuesto de flores blancas (orquídeas, rosas, gardenias, freesias y lirios) las cuales caían en cascada hasta los tobillos. Diana llevó así mismo un par de guantes de seda color marfil hechos a mano y decorados con perlas y bordados de lentejuelas. Por su parte, los zapatos, obra de Clive Shilton, son de tacón bajo con 540 lentejuelas y un motivo en forma de corazón compuesto de 130 perlas, luciendo pintados a mano en el arco de los tacones las iniciales «C» y «D». En lo tocante al tradicional «algo viejo, algo nuevo, algo prestado, algo azul», Diana llevó en el traje encaje antiguo «hecho con una tela hilada en una granja de seda británica» como «algo viejo», la tiara y unos pendientes de diamantes de su madre Frances Roche como «algo prestado», y un lazo azul cosido en la cintura como «algo azul». A mayores, en caso de lluvia, los diseñadores elaboraron un parasol de color marfil bordado con perlas y encaje. Como dato anecdótico, se afirma que poco antes del enlace la princesa derramó accidentalmente unas gotas del perfume Quelques Fleurs de Houbigant Paris en una parte del vestido, ocultando la mancha con una mano durante la ceremonia a sugerencia de su maquilladora.
Como medida de precaución, y debido a la magnitud e importancia del evento, existía un traje de repuesto en caso de que el diseño del vestido original fuese revelado antes de la ceremonia. Del mismo modo, los diversos bocetos del traje eran destruidos por motivos de seguridad tras recibir la aprobación de la propia Diana, guardándose a su vez los materiales de confección en una caja fuerte instalada para la ocasión por los propios diseñadores, quienes además arrojaban a la basura retales diferentes a la tela empleada en el atuendo con el fin de despistar a la prensa.

## Legado
El vestido creó tendencia en los trajes de novia, los cuales empezaron a caracterizarse por el abullonado de las mangas, las faldas amplias y los tejidos suaves (a las pocas horas del enlace empezaron a aparecer copias elaboradas por otros diseñadores). Así mismo, muchos expertos en trajes de novia consideraron el vestido como un «estándar de oro» en la moda nupcial en años posteriores, aunque el diseño no fue universalmente aceptado; una revista para novias describió el atuendo en 2004 como «mucho vestido, poca princesa». Pese a ello, Elizabeth Emanuel afirmó en 2011 seguir recibiendo solicitudes de réplicas del vestido de Diana.
En el libro de 2003 A Royal Duty, Paul Burrell, mayordomo de la princesa, escribió que Diana quería que el traje formase parte de la colección del Victoria and Albert Museum. El traje realizó una gira de varios años con la exposición Diana: A Celebration, aunque generalmente solo estaba integrado en una parte de la exhibición, siendo Althorp el primer lugar de destino. La posesión del vestido fue transferida a los hijos de Diana por parte de su hermano en 2014 debido a que la princesa había dejado constancia de que sus pertenencias fuesen devueltas a ellos cuando ambos hubiesen cumplido 30 años; su anillo de boda fue entregado al príncipe Guillermo, mientras que el vestido fue entregado al príncipe Enrique.
En 2018, el traje fue elegido como uno de los «vestidos de novia reales británicos más influyentes de todos los tiempos» por la revista Time.